# Kanton Strasbourg-5
Der Kanton Strasbourg-5 ist ein Wahlkreis im Arrondissement Strasbourg (Département Bas-Rhin, Region Grand Est, Frankreich).

## Geschichte
Der Kanton wurde am 4. März 1790 im Zuge der Einrichtung der Départements als Teil des damaligen "Distrikts Straßburg" gegründet.
Mit der Gründung der Arrondissements am 17. Februar 1800 wurde der Kanton als Teil des damaligen Arrondissements Straßburg neu zugeschnitten.
Während der Zugehörigkeit zum deutschen Reich von 1871 bis 1919 gab es keine weitere Untergliederung des damaligen "Kreises Straßburg (Stadt)".
Am 28. Juni 1919 wurde der Kanton Teil des neu gegründeten Arrondissements Strasbourg-Ville.
Am 22. März 2015 wurde das Gebiet des Kantons neu zugeschnitten. An die Stelle des Arrondissements Strasbourg-Ville trat das neue Arrondissement Strasbourgburg, das auch Gemeinden in der Umgebung von Straßburg mit umfasst.

## Gemeinden
Der Kanton besteht aus einem Teil der Stadt Straßburg.
Straßburg war bis 2014 in zehn Kantone geteilt.

## Gebietsbeschreibung
Das Gebiet des Kantons wird seit dem 22. März 2015 durch die folgende Grenze bestimmt. Die Angaben erfolgen im Uhrzeigersinn und beginnen im Norden:
- Canal de la Marne au Rhin, Staatsgrenze, Canal d’Alsace, Canal du Rhône au Rhin, Rue du Rhin Napoléon, Rue du Havre, Bahnstrecke, Bahnbrücke, Bassin Vauban, Bassin Dusuzeau, Canal du Rhône au Rhin, Route de Vienne, Quai du Général Koenig, Rue de Lausanne, Rue de l’Hôpital Militaire, Rue de Zurich, Rue de la Krutenau, Rue Munch, Quai des Pêcheurs, Pont Saint-Guillaume, Fluss Ill, Canal de la Marne au Rhin[1]